# 圣雷米 (阿韦龙省)
圣雷米（法語：Saint-Rémy，法語發音：[sɛ̃ ʁemi] ⓘ）是法国阿韦龙省的一个市镇，位于该省西部，属于鲁埃格自由城区。

## 地理
圣雷米（44°23'55"N, 2°2'20"E）面积8.98 平方千米，位于法国奧克西塔尼大區阿韦龙省，该省份为法国南部内陆省份，位于法國中央高原南部，北起顺时针与康塔爾省、洛泽尔省、加尔省、埃罗省、塔恩省、塔恩-加龙省和洛特省接壤。
与圣雷米接壤的市镇（或旧市镇、城区）包括：马勒维尔、图隆雅克、鲁埃格自由城、维勒讷沃。

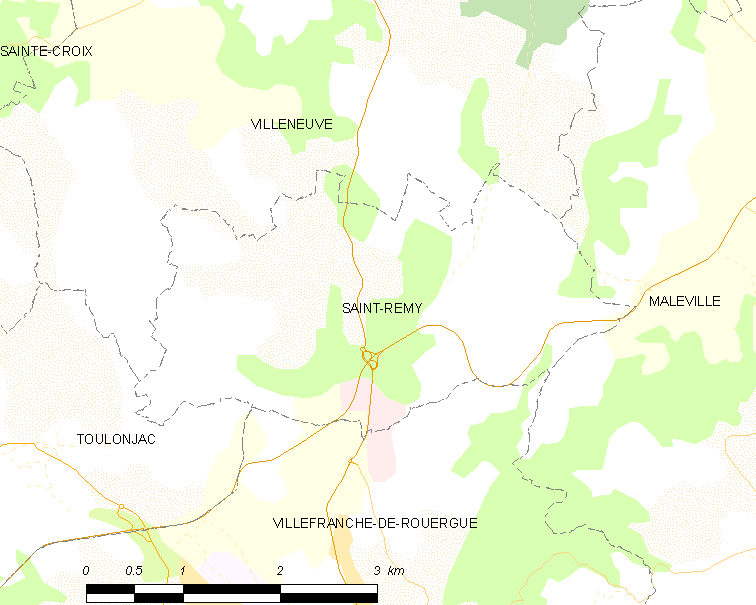
的OSM定位图

圣雷米的时区为UTC+01:00、UTC+02:00（夏令时）。

## 行政
圣雷米的邮政编码为12200，INSEE市镇编码为12242。

## 政治
圣雷米所属的省级选区为维勒讷瓦-维勒弗朗舒瓦县。

## 人口

1962-2008年间人口变化图示

圣雷米于2022年1月1日时的人口数量为307人。